# IC 4997
IC 4997 — хен типу PN (планетарна туманність) у сузір'ї Стріла.
Цей об'єкт міститься в оригінальній редакції індексного каталогу.